# Spinario

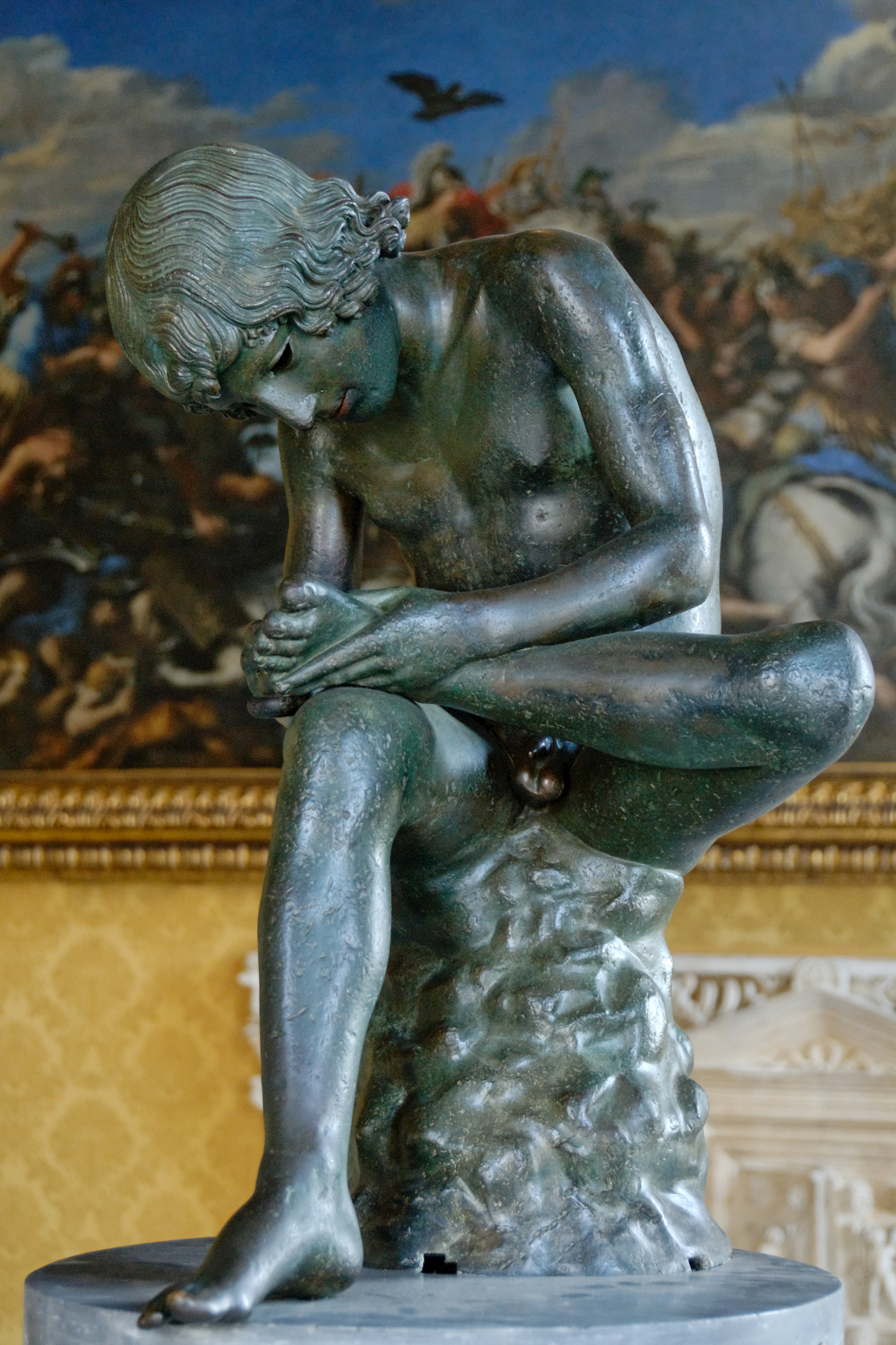
De Spinario.

De Spinario, ook wel Jongen met een doorn in de voet of Fedele, is een bronzen standbeeld uit de Romeinse oudheid. Vermoedelijk dateert het uit de eerste eeuw voor Christus.
Kunsthistorici vermoeden dat het hoofd en lichaam apart van elkaar gemaakt zijn. De haren van het hoofd vallen niet naar voren, wat je zou verwachten bij een voorover gebogen zittend figuur. Vermoed wordt dat het hoofd in eerste instantie gemaakt is voor een staand beeld.
De Spinario is te vinden in Palazzo dei Conservatori in Rome. Hij is hier geplaatst als onderdeel van een serie bronzen beelden dat door paus Sixtus IV in 1470 in Palazzo dei Conservatori ondergebracht werd. Deze bronzen beelden vormden samen het begin van de Capitolijnse musea (musea voor Archeologische vondsten uit de Oudheid en Renaissance). Hiervoor was het beeld te vinden in het Lateraanse paleis.
Er zijn verschillende kopieën gemaakt van de Spinario. Vooral voor kunstenaars uit de renaissance is dit beeld een inspiratie geweest. De kopieën zijn zowel van steen als van brons gemaakt. In het British Museum is een van deze kopieën te zien. Het Metropolitan Museum van New York bezit de versie van Pier Jacopo Alari Bonacolsi (ca. 1500). Nadien zijn vrijere varianten gemaakt, onder meer door Gustav Eberlein (ca. 1880).